# Gundiok
Gundiok (protogermanski: *Gunþawīgaz) (? - 473.) bio je kralj Burgunda (Drugo Burgundsko Kraljevstvo) između godine. U kronikama i dokumentima ga se spominje pod imenima Gondioc, Gundioc, Condiaco, Candiacus, Gundowech. Naslijedio je Gundahara.
Nakon što su Burgundi postali nemogući federati Rimljanima zbog čestih upada u rimsku gornju Galiju Belgicu. Nemilosrdno su privedeni kraju 436., kada je rimski zapovjednik Flavije Aecije pozvao hunske plaćenike osvojiti Rajnsko kraljevstvo (s glavnim gradom u starom keltsko-rimskom naselju Borbetomagus/Worms), što su i učinili 437. godine. U borbi su ubili Gundahara (Prosper; Chronica Gallica iz 452.; Hidacije; i Sidonije Apolinar). 
Gundahara je naslijedio Gundiok. Gundiokova sestra se udala za barbarskog generala i gospodara Zapadnog Rimskog Carstva Ricimera, rodom iz svevske i vizigotske vladarske kuće.
Gundiok je imao sinove Kilperika, Gundobada, Godomara i Godegizela. Njegov sin Gundobad je 472. naslijedio Ricimera, no abdicirao je nakon očeve smrti 473. godine, a onda je Gundioka naslijedio Kilperik.
Kad je Gundiok umro 473. godine, njegova je burgundska država podijeljena je njegovoj četvorici nasljednika. Gundobadova državina imala je sjedište u Lyonu, Kilperikova u Valenceu, Gundomarova u Viennei i Godegizelova u Viennei i Ženevi). 